# Bachmutiec
Bachmutiec (ros. Бахмутец) – chutor w zachodniej Rosji, w sielsowiecie wiszniewskim rejonu biełowskiego w obwodzie kurskim.

## Geografia
Miejscowość położona w pobliżu rzeki Ilok, 4 km od centrum administracyjnego sielsowietu wiszniewskiego Wiszniewo, 10 km od centrum administracyjnego rejonu Biełaja, 92,5 km od Kurska.
W granicach miejscowości znajduje się 28 domostw.

## Demografia
W 2010 r. miejscowość liczyła sobie 41 mieszkańców.